# Willy Vigouroux
Willy Vigoroux (Uccle, 1º agosto 1956) è un ciclista su strada belga, professionista dal 1979 al 1984.

## Carriera
Passato professionista nel 1979 con la Safir-Ludo, fu gregario di Jean-Philippe Vandenbrande, Herman Van Springel, Hennie Kuiper e Giuseppe Saronni. Vinse alcune gare minori tra i professionisti, e ottenne inoltre il terzo posto al Trofeo Laigueglia 1983 e al Grand Prix de Denain 1984. In carriera partecipò anche al Giro d'Italia 1981 e alla Vuelta a España 1983; si ritirò dall'attività a fine 1984, a 28 anni.

## Palmarès

### Altri successi
- 1981

Circuito di Wezembeek-Oppem

## Piazzamenti

### Grandi Giri
- Giro d'Italia

1981: 71º
- Vuelta a España

1983: 54º